# Gradena
Gràdena, già Gradina o Gradigna (in sloveno Gradin, già Gradinja) è un insediamento di 73 abitanti del comune sloveno di Capodistria, nell'Istria settentrionale.
La località è situata a 31,8 km a sudest dal capoluogo comunale ed a 3,3 km dal confine croato, nell'alta valle del fiume Dragogna, in una campagna coltivata a grano, viti e con molti alberi da frutta.

## Storia
Dopo la caduta dell'Impero romano, e la parentesi del Regno ostrogoto fino al 539, a seguito della Guerra gotica (553) promossa dall'imperatore Giustiniano I l'Istria entrò a far parte dei domini bizantini, che in seguito subirono la penetrazione temporanea nella penisola dei Longobardi. Dopo una parentesi di dominazione longobarda dal 751 ad opera del loro re Astolfo, l'Istria tornò in mano bizantine dal 774.
Nel 788 Carlo Magno, re dei Franchi, occupò l'Istria inglobandola nel Regnum Italiae; nell'803 venne istituita la Marchia Austriae et Italiae che comprendeva il Friuli, la Carinzia, la Carniola e l'Istria. Nell'828 l'imperatore Ludovico divise la Marca Orientale in quattro contee: Verona, Friuli, Carniola e Istria (comprendente il Carso e parte della Carniola interna); in seguito al Trattato di Verdun, nell'843, le contee di Istria e Friuli (conglobate nella “Marca d'Aquileia”) entrarono a far parte del Regnum Italicum poi assegnate (847) al marchese d'Istria e del Friuli Eberardo a cui succedettero prima il figlio Urnico e poi l'altro figlio Berengario.
Cessato il dominio franco con la deposizione di Carlo il Grosso, Berengario, divenuto re d'Italia, passò il marchesato aquileiese al suo vassallo Vilfredo che venne poi nell'895 da lui nominato marchese del Friuli e dell'Istria.
Nel 952 l'imperatore Ottone I obbligò il re d'Italia Berengario II a rinunciare alle contee “Friuli et Istria”, unendole al Impero romano-germanico e subordinandole al ducato di Baviera tenuto dal suo fratellastro Enrico I a cui successe il figlio Enrico II. Nel 976 l'Istria passò al Ducato di Carinzia appena costituito dall'imperatore Ottone II.
Il feudo di Gràdena, assieme al Carso e ad altre località istriane fu donato dall'imperatore Corrado II, nel 1028, al patriarca di Aquileia il quale lo sottomise alla diocesi di Cittanova, che lo infeudò a sua volta a vari suoi vassalli.

Nel 1077 l'imperatore Enrico IV costituì il Principato ecclesiastico di Aquileia che ebbe influenza, mediante apposito diploma emesso lo stesso anno, anche sulla marca di Carniola e sulla contea dell'Istria.
Nel 1209 il patriarca Volchero accampò dei diritti sulla regione istriana per l'infeudazione avvenuta nel 1077 e il duca Lodovico di Baviera (il quale fu nominato nel 1208 marchese d'Istria da Ottone IV) rinunciò al marchesato.
Dopo la pace di Treviso (1291, che affidava la fascia costiera occidentale istriana alla crescente potenza della Serenissima), Gràdena faceva parte della Signoria di Momiano, in mano ai Duinati, fedeli vassalli del patriarca.
Nel 1374, la signoria di Momiano e i suoi possedimenti (e quindi anche Gràdena) passarono all'Austria, come signoria separata dalla Contea di Pisino, staccata con propria amministrazione sotto un capitano o provveditore e con un proprio urbario.
Il 1420 segnò la fine del potere temporale dei patriarchi e Gràdina (ma non il resto della signoria di Momiano che rimase un'enclave austriaca fino al 1508) passò sotto il dominio Serenissima.
A cavallo dei secoli XV e XVI, fu interessata da un insediamento slavo nelle campagne, favorito dalla Repubblica veneta che mirava a ripopolare la zona. Gràdena ebbe opere di difesa causa le frequenti invasioni e, nel 1559, il podestà di Capodistria fece restaurare le mura a seguito del pericolo delle bande turche e poi uscocche che razziavano l'Istria pedemontana.
Caduta la Serenissima, con la Pace di Presburgo seguì il destino degli ex possedimenti veneziani entrando per un breve periodo nel Regno d’Italia napoleonico.
Con il Trattato di Schönbrunn del 1809 entrò a far parte delle Province Illiriche per entrare poi per la prima volta in mano austriaca con il Congresso di Vienna nel 1815 nel Regno d'Illiria come comune autonomo che comprendeva anche gli attigui insediamenti di Abitanti, Bresovizza (Brezoviza pri Gradinu) e Sirci (Sirči) dell'attuale comune di Capodistria; passò in seguito sotto il profilo amministrativo al Litorale austriaco nel 1849 come frazione del comune di Pòrtole.
Dopo la prima guerra mondiale rimase frazione del medesimo comune nella Provincia dell’Istria.
Fu soggetta alla Zona d'operazioni del Litorale adriatico (OZAK) tra il settembre 1943 e il maggio 1945. Fin dal giugno 1945, trovandosi ad est della Linea Morgan, entrò nella zona ad amministrazione jugoslava e a seguito del Trattato di Parigi nel 1947 definitivamente a far parte della Jugoslavia, ma confinante ad ovest con la zona B del Territorio Libero di Trieste; dal 1991 fa parte della Slovenia.

## Corsi d'acqua
- Torrente Malinsca (Malinska); Aquaro sotto la Fontana[5] (Grdi potok)

## Alture principali
- Monte Gabrie (Gabrje), 486 m; Likovišče, 433 m.